# D923 (Eure-et-Loir)
De D923 is een departementale weg in het Zuid-Franse departement Eure-et-Loir. De weg bestaat uit twee delen. Het eerste deel loopt van Chartres via Courville-sur-Eure naar de grens met Orne. Het tweede deel vormt een onderbreking van de D923 in Orne en loopt door Margon en Nogent-le-Rotrou. Beide delen worden met elkaar verbonden door de D923 in Orne. In Orne loopt de weg als D923 verder naar Le Mans en Nantes.

## Geschiedenis
Oorspronkelijk was de D923 onderdeel van de N23. In 2006 werd de weg overgedragen aan het departement Eure-et-Loir, omdat de weg geen belang meer had voor het doorgaande verkeer vanwege de parallelle autosnelweg A11. De weg is toen omgenummerd tot D923.